# 제임스 웡
제임스 웡 (황예유)(James Wong)은 미국의 영화 제작자다.

## 발자취
1959년 4월 20일 홍콩에서 태어났으며 10살 때 가족과 함께 미국 캘리포니아주 샌디에이고로 거주지를 옮겼다. 엘카존밸리고등학교(El Cajon Valley High School)에서 글렌 모르간(Glen Morgan)을 처음 만났으며 이후 제임스 왕은 로욜라마리모운트 대학교(Loyola Marymount University)에 진학했으며 코미디 진흥 동아리에도 가입했다. 원래 제임스 왕은 엔지니어링을 전공하고 있었으나 시네라마 돔(Cinerama Dome)에서 지옥의 묵시록(Apocalypse Now)을 본 뒤부터 전공을 영화로 바꾸었다. 졸업한 뒤에는 샌디 하워드(Sandy Howard)의 조수로 일하기 시작했으며 그동안 제임스 웡은 글렌 모르간과 함께 영화 각본을 만들었다.
제임스 왕은 글렌 모르간과 함께 반항(The Boys Next Door)의 각본을 만들었으며 그 뒤 제임스 왕은 ABC(American Broadcasting Company)의 범죄 드라마 Knightwatch의 스토리를 담당했다. 또 그 뒤 제임스 왕은 글렌 모르간과 함께 와이즈가이(Wiseguy), 커미쉬(The Commish), 21 Jump Street, Booker(21 Jump Street의 스핀오프) 등 스테펜 J. 칸넬(Stephen J. Cannell)의 많은 작품들에 참여하기도 했다.
제임스 웡과 글렌 모르간은 크리스 카르테르(Chris Carter)와 함께 공상과학드라마 X파일(The X-Files)의 제작에도 참여했다.
1995년. 제임스 왕과 글렌 모르간은 20th Century Fox Television에서 800,0000달러를 받고 4년간 TV 드라마의 줄거리와 프로듀싱을 담당했는데 이 기간 동안 둘은 Space: Above and Beyond를 만들기 시작했다.
그동안 둘은 잠시 X파일(당시 4기) 제작에 다시 참여해 에피소드 Home(4기 2화)의 각본을 만들었다. 제임스 우옹은 글렌 모르간이 각본을 만든 에피소드 Musings of a Cigarette Smoking Man(4기 7화)을 통해 감독 경력도 시작했으며 둘은 크리스 카르테르의 새 드라마 Millennium의 제작에도 참여했다. 얼마 뒤 둘은 NBC(National Broadcasting Company)의 초자연 현상 드라마 The Others의 진행 프로듀싱을 담당하게 되었다.
2000년. 제임스 왕은 데스티네이션(Final Destination)의 감독을 맡았으며 글렌 모르간과 함께 각본도 만들었다. 그 뒤에는 리롄지(李连杰)가 출연한 더 원(The One), 글렌 모르간이 감독하고 크리스핀 글로베르(Crispin Glover)가 출연한 윌러드(Willard)(2003년판), 그리고 파이널 데스티네이션(Final Destination 3) 등의 총지휘를 담당하기도 했다. 2006년 하반기에는 글렌 모르간이 감독하고 제임스 우옹과 글렌 모르간이 함께 줄거리를 쓴 블랙 크리스마스(Black Christmas)(2006년판)가 나왔다.
그리고 제임스 왕은 테나 왕(Teena Wong)과 결혼했으며 3명의 아이가 있고 캘리포니아에 산다.